# 永田昌綽
永田 昌綽（ながた まさのぶ、1890年6月15日 - 1975年7月25日）は、日本の実業家。北海道拓殖銀行頭取を生え抜きとして初めて務めた。

## 経歴
島根県出身。1917年に東京帝国大学を卒業し、北海道拓殖銀行に入行。取締役を経て、1941年から1947年までに頭取を務めた。
北海道曹達会長、北海道商工会議所顧問、北海道クラブ相談役などを歴任した。
1960年に藍綬褒章を受章し、1971年4月に勲二等瑞宝章を受章した。
1975年7月25日、腎不全のために死去。85歳没。